# Полное погружение
«Полное погружение» — российский мультфильм 2020 года, снятый режиссёром Василием Ровенским. Рабочее название мультфильма — «Волшебная арка». В России мультфильм вышел в прокат 3 декабря 2020 года. Мультфильм провалился в прокате.

## Сюжет
Синий aфалины Дельфи плавает в храм под городом рыб, рассматривая наскальные рисунки.
Он выплывает из пещер, и под песню плавал в лесу водорослей, встречая каракатицы, который говорит ему, был ли он Дельатлоге. Он встречает ската, который спрашивает у него то же самое, кто спрашивает его о том же. Он плывёт через лес водорослей под хор трёх самок рыб и кита. Он встречает своего друга рыбу-бабочку Зеба, которому рассказывает про свои открытия.
Они встречают Альфу, главного дельфина, где его фотографируют фанаты — крабы. В этот момент подплывает девушка дельфин Мия, а Зеб предлагает ему пожениться на Мии, но Дельфи отвечает, что она уже засватана с Альфой, и это решение мера Октавиана, дочкой которого является Мия.
Гигантский осьминог Октавиан проводит заседание, на котором присутствуют почти все жители города. Рыба-удильщик Удо требует слово и говорит, что помнит его предвыборные обещания, которые не выполняются. Но освещение, которое требовал установить удильщик, сам он и выкрутил, что доказало расследование. После этого он уплывает, покидая заседание. Зло Зелёная мурена Мурениус и его приспешники тигровая мурена Ник и цепная мурена Пит и Боб хотят завоевать город.  Мурениус говорит им, чтобы они отправлялись к старой крепости.
Зеб и Дельфи плывут в сторону старой крепости, где Дельфи вспоминает своего пропавшего год назад отца, и его слова.
Супер Ударом Дельфи пробивает стену, и заплывает в старые чертоги. Он проплывает в арке, но выплывает черепахой. Оказывается, что эта арка превращает в того, кем хочется быть. Они балуются, а потом плывут сообщить об открытии Октавиану. Когда они плывут, подплывает Альфа, и говорит, что не пустит его без пароля.
Дельфи плывёт к арке, чтобы увеличиться и побить Альфу. Но он слышит разговор мурен. Три мурены увеличиваются до размеров китов. Дельфи спешит в город. На полной скорости он сбивает Альфу, и тот гонится за ним.
Дельфи рассказывает всё Октавиану. Тот ему не верит и выгоняет его. Позже, в Морейвилле, Мурениус говорит Ник, Пит и Боб, что им нужно заплыть в старую крепость, чтобы найти арку, чтобы вторгнуться в Рыбный городок. В крепости Дельфи позднее проверяет свою особую атаку, чтобы открыть дверь крепости, когда он находит арку и превращается в морскую черепахой, в то же время он обнаруживает мурен, саботирующих арку, и рассказывает Октавиусу, но терпит неудачу и позже плывет обратно. к крепости, думая, что ему делать. Когда Зеб рассказывает ей, что случилось с его отцом Дольфиусом, а затем встречает Деметру, ленивую старую морскую черепаху, которая живет в лесу водорослей, которая говорит ей, где Дольфиус, который был исчез менее чем за год и был спрятан внутри одной из пирамид крепости (в которой есть другая арка).
Миа снова сражается с Питом и Бобом после того, как сбежала из затонувшей крепости, уничтожив несколько артефактов перед собой. Миа пытается получить арку, но ее избивают, когда Пит и Боб пытаются сожрать его, но Дельфи, его отец и Зеб превращаются в акул и побеждают их. Позже Миа присоединяется к троице, превращается в акулу и сражается с Удо, который находит акула -гоблин,акула-молот и акула-бык чтобы съесть Октавиуса только потому, что его план провалился.
В конце, когда закончилась битва. Октавиан и Деметра объявляют о свадьбе Альфы с Дорой, в то же время появляется Дельфи и говорит, что хочет жениться на Миа, потому что она нашла свое безумное воображение в порядке.

## Роли озвучивали
| Актёр              | Роль                  |
| ------------------ | --------------------- |
| Алексей Воробьёв   | дельфин Дельфи        |
| Полина Гагарина    | дельфин Мия           |
| Филипп Киркоров    | осьминог Октавиан     |
| Диомид Виноградов  | Зэб / Удо / Диметра   |
| Ирина Киреева      | Дора                  |
| Константин Карасик | Долфиус / Боб         |
| Михаил Хрусталёв   | Альфа                 |
| Сергей Терре       | Бетта / Ник           |
| Антон Эльдаров     | Гамма / кальмар / Пит |
| Лариса Брохман     | Селена                |
| Станислав Стрелков | дядя скат / Мурениус  |
| Василиса Сорокина  | маленькая Мия         |

## Критика и отзывы
- Обозреватель «Киноафиши» Ася Заболоцкая отмечает, что «абсолютно линейное повествование меняет аудиторию мультфильма. Заявленные 6+ на самом деле подходят и для 0+, а родители, которые поведут своих детей на просмотр, могут заскучать уже после пары минут»[1]. Алексей Еньшин, автор портала Weburg, пишет: «Красиво нарисованная, но сюжетно бессмысленная окрошка, где смешались рыбы, дельфины, осьминоги, затонувшие цивилизации с таинственными магическими арками, политическая повестка и Филипп Киркоров в озвучке»[2]. Брайан Костелло (Common Sense Media[англ.]) называет мультфильм Ровенского "дешёвой копией «В поисках Немо» и «В поисках Дори». По его мнению, «персонажи подозрительно похожи на более известных персонажей Pixar (но не слишком похожи на персонажей Pixar, чтобы привлечь внимание юристов Pixar). Когда медленная и запутанная сюжетная линия слишком затягивается, некоторые очевидные отсылки к „Звёздным войнам“ и „В поисках утраченного ковчега“ ничего не исправят»[3].